# Tiquèlia
La tiquèlia (Tickellia hodgsoni) és una espècie d'ocell de la família dels cètids (Cettiidae) i únic membre del gènere monofilètic Tickellia. Es troba a l'Índia, Xina, Laos, Myanmar, Nepal i Vietnam.. Els seus hàbitats principals són els boscos tropicals i subtropicals de frondoses humits de l'estatge montà i els matollars tropicals i subtropicals d'altura. El seu estat de conservació es considera de risc mínim.

## Taxonomia
No hi ha consens taxonòmic sobre la família a la que pertany Tickellia. Segons la llista mundial d'ocells del Congrés Ornitològic Internacional (versió 13.2, 2023) aquest gènere està inclòs en els cètids (Cettidae). Ja el Handook of the Birds of the World i la quarta versió de la BirdLife International Checklist of the birds of the world (Desembre 2019), consideren que estaria inclòs en els escotocèrtids (Scotocercidae).